# Dezember 1980
Portal Geschichte | Portal Biografien | Aktuelle Ereignisse | Jahreskalender | Tagesartikel

◄ |
19. Jahrhundert |
20. Jahrhundert
| 21. Jahrhundert

◄ |
1950er |
1960er |
1970er |
1980er
| 1990er | 2000er | 2010er | ►

◄ |
1976 |
1977 |
1978 |
1979 |
1980
| 1981 | 1982 | 1983 | 1984 | ►

◄ |
September 1980 |
Oktober 1980 |
November 1980 |
Dezember 1980 |
Januar 1981 |
Februar 1981 |
März 1981 |
►
Dieser Artikel behandelt aktuelle Nachrichten und Ereignisse im Dezember 1980.

## Tagesgeschehen

### Donnerstag, 4. Dezember 1980
- Brüssel/Belgien: Der Ministerrat der Europäischen Gemeinschaften (EG) verabschiedet eine Richtlinie zur Einführung eines Kraftrad- und Kraftfahrzeug-Führerscheins, den alle EG-Mitgliedstaaten anerkennen und zu dessen Erwerb in allen Mitgliedstaaten identische Fähigkeiten vorausgesetzt werden. Die Beteiligung der Staaten an dem so genannten „EG-Führerschein-Modell“ ist verbindlich und der letztmögliche Tag der Umsetzung ist der 31. Dezember 1985.[1]
- Lissabon/Portugal: Bei einem Flugzeugabsturz verliert die Regierung Portugals ihren Premierminister Francisco Sá Carneiro und ihren Verteidigungsminister Adelino Amaro da Costa. Die Ermittler verfolgen Hinweise auf ein Attentat. Außenminister Diogo Freitas do Amaral (CDS) wird kommissarisch neuer Chef der Regierung.[2]
- Vereinigtes Königreich: Die 1968 gegründete britische Rockband Led Zeppelin gibt in einer Pressemitteilung ihre Auflösung bekannt. Der Grund für diesen Schritt sei der Tod durch Ersticken des Schlagzeugers der Gruppe John Bonham im September.[3]

### Freitag, 5. Dezember 1980
- Moskau/Sowjetunion: Das De-facto-Staatsoberhaupt der DDR Erich Honecker drängt vor den anderen politischen Führungspersonen der Staaten des Militärbündnisses Warschauer Pakt wegen der Entspannung in Polen nach den Streiks im August auf eine militärische Intervention der Streitkräfte des Warschauer Pakts in Polen. Als Signale der Entspannung gelten die Übernahme des Amts des Parteichefs durch den gemäßigten Stanisław Kania im September und die Erlaubnis einer nicht-staatlichen landesweiten Interessenvertretung mit dem Namen Solidarność.[4]

### Montag, 8. Dezember 1980

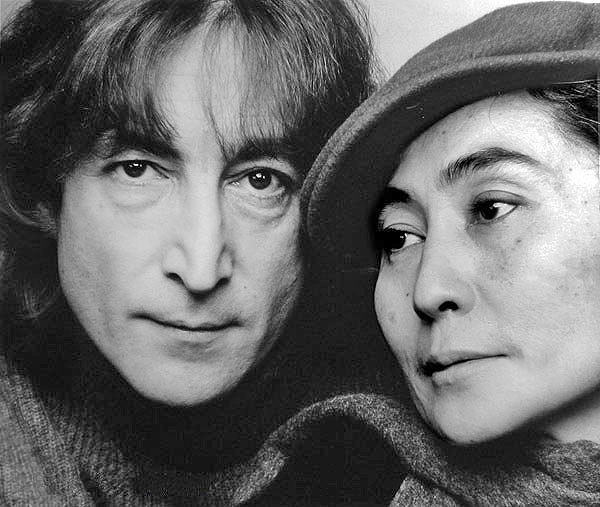
John Lennon, Yoko Ono

- New York/Vereinigte Staaten: Ein Mann namens Mark David Chapman erschießt in einer an den Central Park angrenzenden Straße den britischen Popmusiker John Lennon, ehemals Mitglied der Band The Beatles. Der Attentäter wird festgenommen. Er bezeichnet sich als „Fan“ von John Lennon. Dieser verstirbt um 23.07 Uhr Ortszeit.[5]

### Mittwoch, 10. Dezember 1980

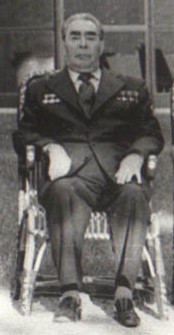
Leonid Breschnew

- Neu-Delhi/Indien: In einer Gastrede in der Zentralhalle des Indischen Parlaments schlägt das De-facto-Staatsoberhaupt der Sowjetunion Leonid Breschnew den Staaten der westlichen Welt vor, dass sein Land „Zurückhaltung“ in der erdölreichen Region am Persischen Golf üben und die Region als Interessensphäre der Vereinigten Staaten anerkennen werde, wenn die „westlichen“ Staaten die Präsenz der Roten Armee in Afghanistan akzeptieren.[6]

### Freitag, 12. Dezember 1980
- Berlin/Deutschland: In der Straße Fraenkelufer im Bezirk Kreuzberg verhindert die Polizei die Besetzung des Hauses Nr. 48. Es kommt zu schweren Krawallen von Mitgliedern der Hausbesetzerbewegung, die Barrikaden errichten. Daraufhin setzt die Polizei Schlagstöcke und Tränengas ein.[7]

### Montag, 15. Dezember 1980
- Berlin/Deutschland: Das Landgericht hebt das Todesurteil des Reichsgerichts gegen den 1934 hingerichteten angeblichen Haupttäter einer Brandstiftung am Reichstagsgebäude Marinus van der Lubbe auf und spricht diesen frei. Für die Familie van der Lubbes ist damit ein Zwischenziel erreicht im Bemühen um eine Wiederaufnahme des so genannten „Reichstagsbrandprozesses“ von 1933.[8]

### Dienstag, 16. Dezember 1980
- Port Said/Ägypten: Die Behörde für den Betrieb des Sueskanals schließt die erste Stufe der Kanalerweiterung ab. Nach Ende der Bauarbeiten Mitte der 1980er Jahre soll das dreifache Transportvolumen im Vergleich zu den 1960er Jahren durch die Wasserstraße zwischen dem Mittelmeer und dem Roten Meer geschifft werden. Ab heute können Tanker mit einer Tragfähigkeit von bis zu 150.000 t den Kanal nutzen.[9]

### Donnerstag, 18. Dezember 1980
- Kano/Nigeria: Mitglieder der muslimischen Sammlungsbewegung Maitatsine um den Geistlichen Mohammed Marwa Maitatsine, der sich gegen die etablierten muslimischen Geistlichen in Kano wendet, widersetzen sich einmal mehr dem Verbot, ihr Gebet auf offenem Feld zu verrichten. Anders als üblich versucht die Polizei dieses Mal, das Verbot durchzusetzen. Daraufhin werden vier Polizisten von Mitgliedern der Bewegung getötet und alle 13 Einsatzfahrzeuge werden in Brand gesteckt.[10]

### Freitag, 19. Dezember 1980
- Basseterre/St. Kitts und Nevis, London/Vereinigtes Königreich, The Valley/Anguilla: Die karibische Insel Anguilla scheidet auf eigenen Wunsch und nach Gesetzesbeschluss durch das Parlament des Vereinigten Königreichs sowie auf Anordnung der britischen Monarchin Elisabeth II. aus dem britischen Überseegebiet St. Christopher-Nevis-Anguilla aus. Sowohl Anguilla als auch die Inseln St. Kitts und Nevis bilden nun eigenständige Überseegebiete unter Souveränität des Vereinigten Königreichs.[11]
- Erlangen/Deutschland: Der Neonazi Uwe Behrendt, Mitglied der Wehrsportgruppe Hoffmann, erschießt den Verleger und Rabbiner Shlomo Lewin und dessen Partnerin Frida Poeschke in deren Zuhause.[12]

### Montag, 22. Dezember 1980
- Kassel/Deutschland: Das Bundesarbeitsgericht urteilt, dass mittelbar von einem Streik betroffene Arbeiter keinen Anspruch auf Arbeitsentgelt haben. Das heißt konkret, dass ordentlicher Streik in einem Zulieferbetrieb nicht als Betriebsrisiko für den Arbeitgeber in jenen Betrieben gilt, die der Zulieferbetrieb üblicherweise mit notwendigen Bauteilen versorgt und in denen die Produktion durch den Streik beim Zulieferer zum Erliegen kommt. Laut Gericht liegt das Lohnrisiko, das sich aus der Bestreikung eines Lieferanten ergibt, auf Arbeitnehmerseite.[13]

### Dienstag, 23. Dezember 1980
- Singapur/Singapur: Bei der Parlamentswahl gewinnt die Volksaktionspartei alle 75 Sitze im Parlament. Dass auch Mandate auf andere Parteien entfallen, war letztmals bei der Wahl 1963 der Fall.[14]

### Montag, 29. Dezember 1980
- Suffolk/Vereinigtes Königreich: Anwohner und Besucher berichten über ungewöhnliche Lichterscheinungen in der dritten Nacht in Folge über dem Forst von Rendleham bei Woodbridge. Ein Zivilist gibt an, nicht nur Lichter, sondern auch ein pilzförmiges, ein wenig rundliches Flugobjekt gesichtet zu haben, und auch zwei Angehörige der Streitkräfte der Vereinigten Staaten berichten von Lichterscheinungen in der Nähe einer Basis der britischen Luftstreitkräfte.[15]

### Dienstag, 30. Dezember 1980
- Kano/Nigeria: Während des inzwischen erfolgreich niedergeschlagenen Aufstands der muslimischen Sammlungsbewegung Maitatsine, der in einem mehrtägigen Einsatz der nigerianischen Streitkräfte gipfelte, kamen nach ersten Schätzungen in den vergangenen elf Tagen 4.000 Menschen ums Leben. Unter den Todesopfern ist mit Mohammed Marwa Maitatsine auch der Anführer der Aufständischen.[16]
- Paris/Frankreich: Der deutsche Fußballspieler Karl-Heinz Rummenigge setzt sich im Votum einer Jury aus Sportjournalisten im Rennen um den Goldenen Ball für Europas besten Fußballer durch.[17]

## Weblinks

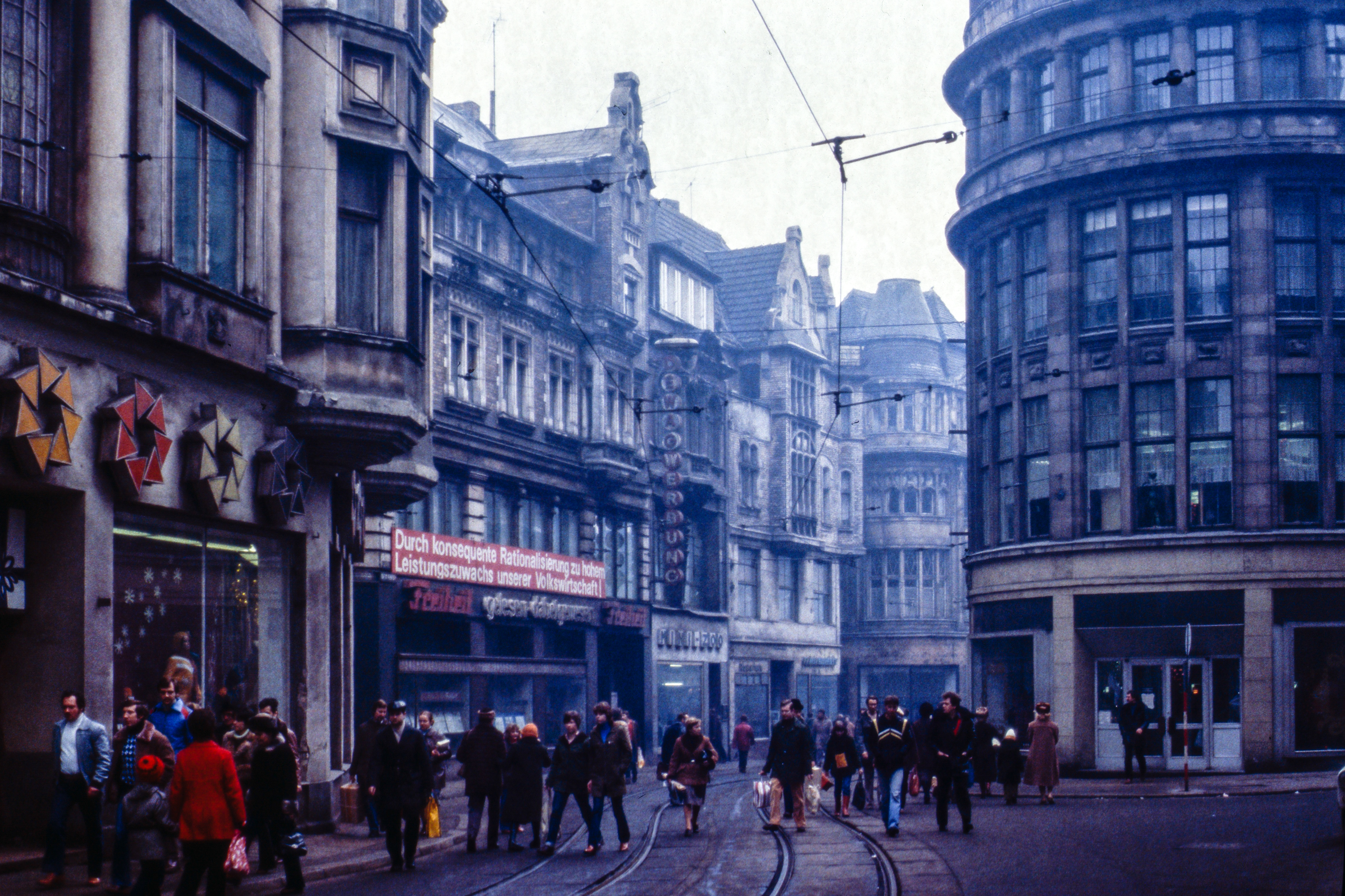
Bezirk Halle im Dezember 1980

### Mittwoch, 31. Dezember 1980
- Dakar/Senegal: Präsident Léopold Sédar Senghor von der Sozialistischen Partei verkündet nach 20 Jahren als Staatsoberhaupt des Landes seinen Rücktritt, um sich anderen Tätigkeitsfeldern zu widmen. Am 1. Januar 1981 soll Ministerpräsident Abdou Diouf, ein Parteikollege des aktuellen Präsidenten, die Nachfolge antreten.[18]